# Sparangerkopf
Der Sparangerkopf (früher auch Sparangerspitz und Murauerspitz) ist ein 2923 m ü. A. hoher Vorgipfel der Schlapperebenspitzen in der Goldberggruppe der Zentralalpen im österreichischen Bundesland Salzburg.

## Lage und Umgebung
Der felsige Gipfel des Sparangerkopfs erhebt sich in der Katastralgemeinde Böckstein der Gemeinde Bad Gastein. Er befindet sich im Nationalpark Hohe Tauern. Zu den Bergen in der Umgebung zählen die bis zu 2988 m ü. A. hohen Murauer Köpfe im Südosten, die 3021 m ü. A. hohen Schlapperebenspitzen im Südwesten und der 3008 m ü. A. hohe Weinflaschenkopf im Westen. An der Nordostkante vorgelagert befindet sich der 2347 m ü. A. hohe Wasige Kopf. Westlich des Gipfels des Sparangerkopfs erstreckt sich der Gletscher Schlapperebenkees. Im Süden liegt der Sparangerkeessee.
Der Sparangerkopf gehört zu den 55 Gipfeln des Gasteinertals, für deren vollständige Besteigung der Gasteiner Gipfelkranz vergeben wird, die höchste Klasse der Gasteiner Wandernadeln des Österreichischen Alpenvereins.

## Geologie
Der Gipfelbereich und die südwestlichen Hänge des Sparangerkopfs sind von Phyllit, Quarzit und Metabrekzien des Tauernfensters (Penninikum) geprägt. An den nordöstlichen Hängen finden sich Marmor, Phyllit und Glimmerschiefer.